# Luuc van der Ent
Luuc van der Ent (Rhenen, 27 juli 1998) is een Nederlands volleyballer. Hij speelt in het Nederlands volleybalteam en komt in seizoen 2019-2020 in de Duitse Bundesliga uit voor Heitec Volleys Eltmann. Van der Ent speelt op de positie van hoofdblokkeerder.

## Clubcarrière

### Elite/Dynamo Neede
Van der Ent speelde zijn gehele jeugd bij de plaatselijke volleybalvereniging in zijn toenmalige woonplaats Neede: Elite/Dynamo. Al op 16-jarige leeftijd sloot hij aan bij de eerste selectie. Na zijn debuutseizoen in de Derde divisie was het gelijk duidelijk dat het plafond van de jeugdspeler hoger lag dan de eerste selectie van Elite/Dynamo.

### Orion Volleybal Doetinchem
In de zomer van 2015 maakte van der Ent de overstap naar het tweede herenteam van Orion Volleybal te Doetinchem. In het seizoen 2015-2016 kwam hij uit in de Eerste divisie. In 2015-2016 degradeerde van der Ent met het tweede herenteam naar de Tweede Divisie. Door zijn goede prestaties viel van der Ent op bij Jeugd Oranje, waarvoor hij een aantal wedstrijden speelde. Daarnaast trainde hij gedurende het seizoen al mee met het door de Nevobo opgezette TalentTeam Papendal.

### TalentTeam Papendal
In de zomer van 2016 maakte van der Ent de definitieve stap naar de selectie van TalentTeam Papendal, uitkomend in de Nederlandse Eredivisie. TalentTeam Papendal is in het leven geroepen om jonge volleyballers in de leeftijdscategorie 14-18 jaar een basis te laten leggen voor het leven als topsporter. Zowel in seizoen 2016-2017 en 2017-2018 behoorde van der Ent tot de sterkhouders van TalentTeam Papendal in de Eredivisie.

### Azimut Leo Shoes Modena Volley
Op 5 juli 2018 werd bekend dat van der Ent een contract getekend heeft bij Modena Volley in Italië. Hij tekende voor 3 seizoenen bij de Italiaanse topclub. Op 7 oktober 2018 pakte van der Ent zijn eerste prijs: Modena Volley won van Trentino Volley (3-2) en won daarmee de Supercoppa Italiana. Van der Ent maakte in het seizoen 2018-2019 zijn debuut in de CEV Champions League voor Modena Volley.

### Heitec Volleys Eltmann
In de zomer van 2019 kwam het nieuws naar buiten dat van der Ent om sportieve redenen de keuze heeft gemaakt Modena Volley te verruilen voor Heitec Volleys Eltmann, uitkomend in de Duitse Bundesliga. Hier tekende van der Ent een overeenkomst van meerdere seizoenen. Van der Ent heeft gedurende het seizoen 2019-2020 vrijwel alle wedstrijden in beker- en competitieverband gespeeld en was een van de sterkhouders in de Duitse Bundesliga. Op 15 april 2020 werd via de media bekend dat Heitec Volleys Eltmann in financieel zwaar weer verkeert en dus stopt met Bundesliga-volleybal.

## Oranje

### Jeugd/Jong Oranje
In 2015 maakte van der Ent voor het eerst deel uit van de selectie van Jeugd Oranje. Met Jeugd- en Jong Oranje maakte van de Ent verschillende toernooien mee en deed broodnodige ervaring op voor het verdere verloop van zijn interlandcarrière.

### Nederlands volleybalteam
Op het Olympisch Kwalificatie Toernooi 2019 (OKT) in Ahoy Rotterdam startte van der Ent in alle wedstrijden als basisspeler. In de finale werd er verloren van Team USA, waardoor het Nederlands volleybalteam de Olympische Spelen van 2021 in Tokyo mis liep.